# Erythrina crista-galli var. leucochlora
Erythrina crista-galli var. leucochlora, llamado comúnmente ceibo blanco, o seibo blanco, es una variedad o cultivar encontrado originalmente creciendo silvestre en el este del Uruguay. Se destaca por sus flores notablemente blanco-níveas, las que contrastan con las tradicionalmente rojas del genotipo de la especie, el «ceibo común» o «ceibo del Plata», un árbol de la subfamilia Faboideae originario de Sudamérica, donde se encuentra en el centro y norte de la Argentina, el centro y sur del Brasil, Paraguay, el este de Bolivia y todo el Uruguay, siendo sus flores la flor nacional de la Argentina y Uruguay.

## Etimología
El nombre «Leucochlora» proviene del griego en donde λευκός —Leuco— significa 'blanco', y χλωρος —chlora—, significa 'verde pálido'.   

## Descripción original

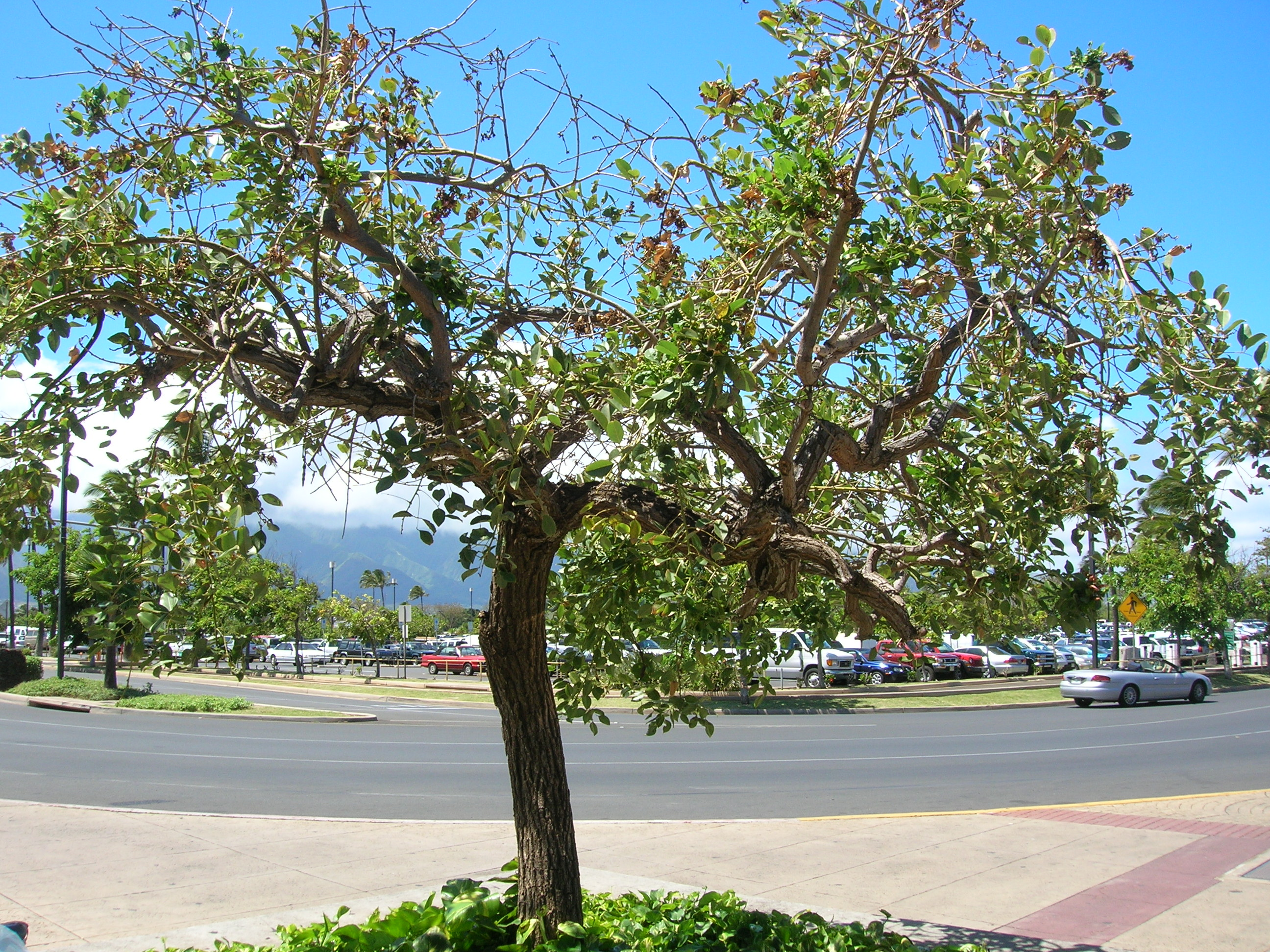
El ceibo blanco es similar al ceibo común, pero posee el follaje glauco y las flores blanco-níveas.

El ceibo blanco fue dado a conocer en el año 1961 por Atilio Lombardo, un destacado botánico y horticultor uruguayo.

## Características
Es un árbol de mediano porte, aproximadamente de 5 a 8 m. Su raíz es pivotante, con nudosidades producidas por bacterias nitrificantes que viven en simbiosis, facilitando a esta la absorción del nitrógeno que fijan y de la cual toman las sustancias orgánicas que elabora.
El tallo es leñoso, tortuoso, irregular, de ramas con espinas que forman una capa sin forma definida y mueren tras la floración. Las flores, dispuestas en inflorescencia arracimadas, son pentámeras, completas y de simetría bilateral. Su color es blanco níveo. Las plantas florecen de octubre hasta abril. El cáliz es gamosépalo, como un pequeño dedal. Forma con la corola un perianto donde sépalos y pétalos son de color semejante, pero de forma distinta. La corola, semejante a la de Phaseolus vulgaris, es amariposada, pero se diferencia de esta en que el estandarte, que es el pétalo más grande, se dispone en la parte inferior. Los pétalos llamados alas, son muy pequeños y están prácticamente escondidos dentro del cáliz. Los otros dos pétalos se sueldan a veces parcialmente y forman la quilla o carena, sirviendo de protección a los órganos de reproducción. El androceo consta de 10 estambres, uno libre y nueve unidos por sus filamentos (androceo gamostémono). El gineceo, unicarpelar, está entre los estambres soldados, a la manera de un cuchillo en su vaina. El fruto es una legumbre monocárpica, seca, de hasta 20 cm de longitud, de color pardo oscuro. Las semillas, de forma cilíndrica, se disponen espaciadamente en el interior de la vaina. Su color es castaño. El embrión que contienen posee cotiledones hipogeos, que al germinar quedan debajo de la tierra.

## Diferencias con el ceibo común
La principal diferencia con el «ceibo común» son sus pétalos, pues en vez de ser de color carmín son de color blanco puro, con base verdosa. Esta es la más fácil diferenciación con los ejemplares comunes de la especie. La siguiente diferencia importante es el follaje, el cual es bastante glauco, mientras que en el común es verdoso. Otras características únicas en el ceibo blanco son las alas triangulares biauriculadas de ápice agudo (redondeado en el ceibo común) de 10 mm por 6 a 7 mm, casi sin uña; el estandarte que suele ser más angosto y que alcanza hasta 3 mm; y el cáliz con dientes de 6 a 8 mm (0,5 a 1 mm en el ceibo común) y tubo de 10 a 12 mm.

## Taxonomía

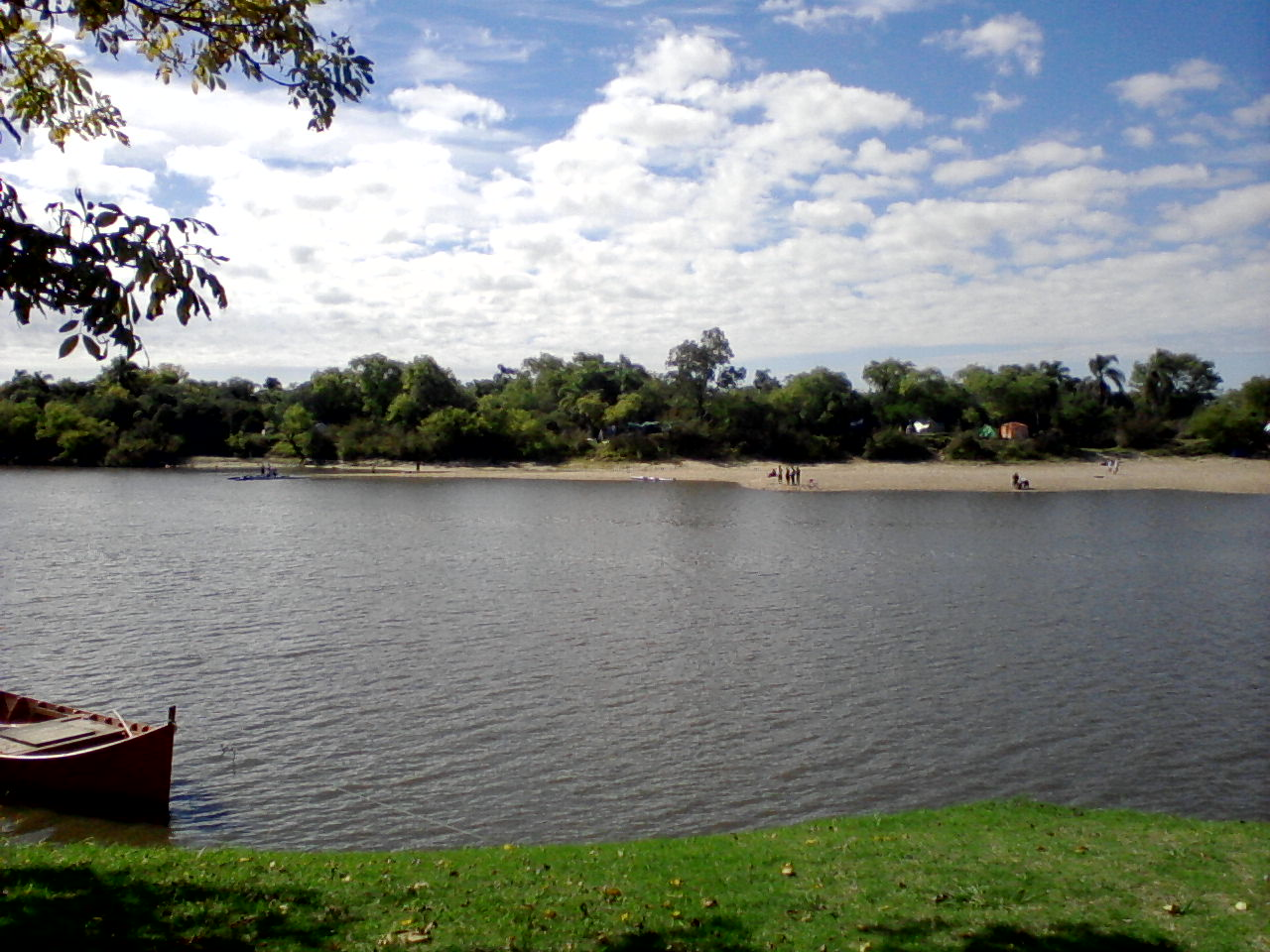
El hábitat original del ceibo blanco: el valle del río Cebollatí, en el este del Uruguay.

Durante décadas se lo trató como una variedad del «ceibo común»: Erythrina crista–galli var. leucochlora Lombardo. Posteriormente esta variedad fue pasada por algunos autores a la sinonimia de Erythrina crista-galli, en razón de que es sólo un cultivar (del inglés cultivar, a su vez de cultivated variety "variedad cultivada"), un término empleado en Botánica y agronomía para aquellas poblaciones de plantas cultivadas que son genéticamente homogéneas, comparten características de relevancia que permiten distinguir claramente a la población de las demás poblaciones de la especie y mantienen estas características al multiplicarse, ya sea de forma sexual, o asexual, como en el caso del ceibo blanco. Los cultivares no deben confundirse con las variedades botánicas, que representan razas silvestres que ocupan regiones geográficas definidas. Este cambio no es compartido por todos los especialistas, pues en su mayoría la continúan denominando como una variedad. 

## Uso ornamental
Se usa como árbol ornamental. Resulta atractiva para las aves. Como la causa de sus características fenotípicas proviene de una mutación morfológica, y al igual que en la mayoría de las mutaciones el gen que la produce es de carácter recesivo, sólo es posible multiplicarlo con seguridad por medio de estacas o injertos sobre pie del ceibo común. De hacerlo por semillas, es muy difícil lograr plantas con sus características, aunque sí serán portadores del gen mutante.
Es cultivado como planta ornamental habitualmente en casi todo el Uruguay, y raramente fuera de él, en el este de la Argentina, el estado de Florida en los Estados Unidos, en Málaga España, etc.

## El ceibo blanco como símbolo
Hay características del ceibo blanco que hacen que se destaque entre la flora nativa del país: el ceibo blanco sólo se encontró en estado silvestre en territorio del Uruguay; este país no posee abundante flora endémica; y la flor del ceibo común ya es la flor nacional uruguaya.
El Partido Nacional uruguayo lo ha empleado, junto al más habitual clavel blanco, como símbolo partidario en homenajes a Aparicio Saravia, como: «símbolo de unidad y del compromiso nacionalista con los ideales de la revolución saravista». El profesor y cantautor uruguayo Ricardo Daniel Fernández Mas compuso la «Milonga Ceibo Blanco» en homenaje al fallecido dirigente del partido Nacional: Enrique Schwengel Luzardo, el cual era conocido con ese simbólico apodo.

## Distribución y hábitat
El primitivo origen de todos los ceibos blancos es un viejo ejemplar situado en el «furao Del Lavadero», «laguna Laurel» o «laguna de las Lavanderas», en el valle del río Cebollatí en la 6ª sección del departamento de Rocha, próximo al límite con el Departamento de Treinta y Tres, en el este del Uruguay. Su hábitat es una franja de monte silvestre de 300 metros por 40, rodeados por arroceras y bañados; allí es el único ejemplar con estas características. Ese enorme árbol aún vivía en el año 1998 en el mismo lugar. De ese ejemplar, se llevó un gajo al pueblo Gral. Enrique Martínez, Charqueada, y se plantó en un terreno ubicado en las calles Dr. José Ellauri y Gral. Agustín Muñoz. Desde este nuevo pie se hicieron los otros ejemplares que están plantados en esa localidad, por ejemplo los de la calle Diego Lamas, por lo que este poblado es su centro de dispersión de cultivo.

### Registrado sólo en el Uruguay
Si bien, además de en Uruguay, también hay ejemplares cultivados en otros países, jamás en estos últimos se ha herborizado algún ejemplar silvestre, a pesar de que el botánico Ángel Lulio Cabrera en la década de 1960 aventuraba: 

«Es probable que esta mutación aparezca en territorio argentino».

## Galería

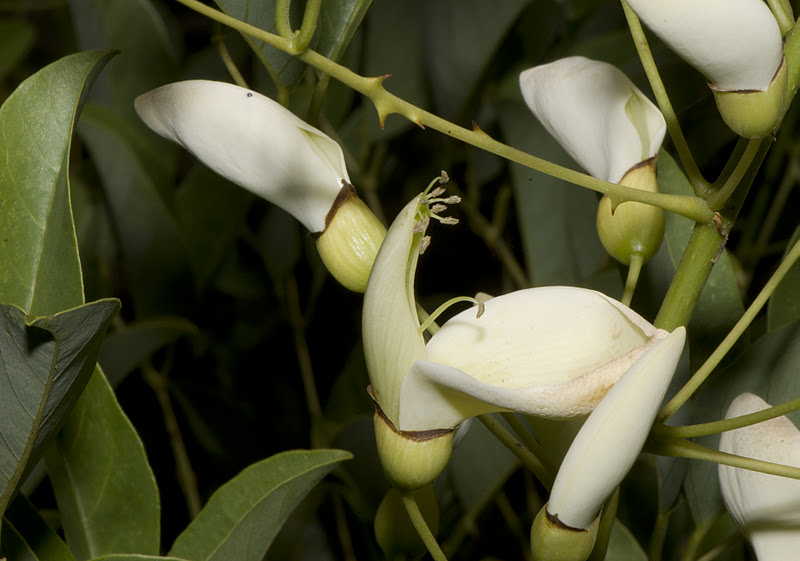
Flores de ceibo blanco.
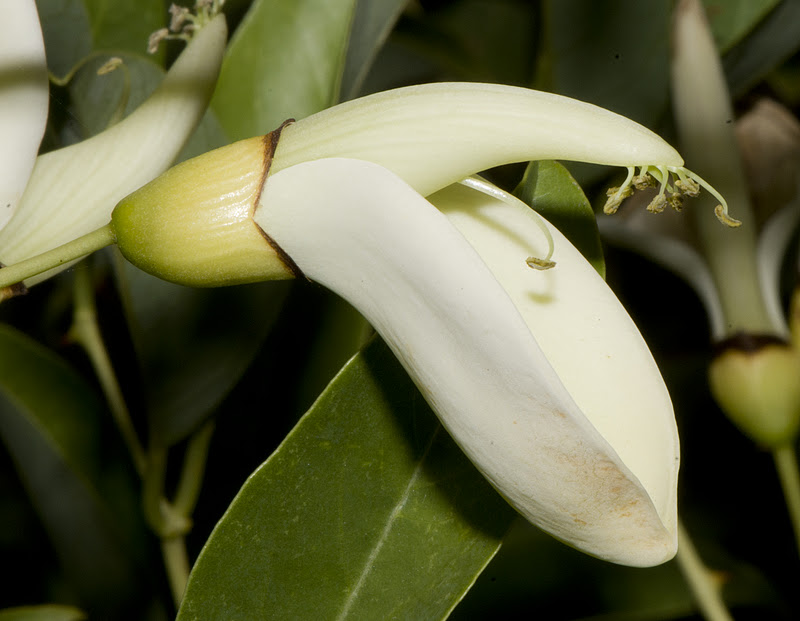
Flor.